# Marie Royer
Pour les articles homonymes, voir Royer.
Catherine Marie Royer, née le 25 mars 1841 à Beaune et morte le 21 juin 1873 à Paris 1er, est une comédienne française.

## Biographie
Née à Beaune le 25 mars 1841, elle est la fille de Vorle Royer, docteur en médecine, et de Marguerite Dorey. Élève de Jean-Baptiste Provost dans la classe de déclamation dramatique du Conservatoire, elle obtient le premier prix de tragédie et le premier prix de comédie en 1858. Elle entre à la Comédie française la même année. Elle est nommée sociétaire en 1873, année de son décès intervenu le 20 juin à Paris. Elle est enterrée au Père-Lachaise et sa tombe est surmontée d'un bronze de Barbedienne la représentant, dû à la sculptrice Fanny Dubois-Davesnes.

## Théâtre

### Carrière à laComédie Française
- 1859 : Athalie de Jean Racine : Salomith
- 1859 : Le Mariage de Figaro de Beaumarchais : Fanchette
- 1860 : Les Plaideurs de Jean Racine : Isabelle
- 1860 : Tartuffe de Molière : Mariane
- 1860 : L'École des maris de Molière : Isabelle
- 1860 : Le Barbier de Séville de Beaumarchais : Rosine
- 1860 : Britannicus de Jean Racine : Junie
- 1861 : Phèdre de Jean Racine : Aricie
- 1863 : Athalie de Jean Racine : Zacharie
- 1867 : Iphigénie de Jean Racine : Iphigénie
- 1870 : Le Misanthrope de Molière : Eliante
- 1870 : Esther de Jean Racine : une jeune Israélite
- 1871 : Adrienne Lecouvreur d'Eugène Scribe et Ernest Legouvé : Mme Daumont
- 1872 : Le Misanthrope de Molière : Arsinoé
- 1872 : Marcel de Jules Sandeau et Adrien Decourcelle : Henriette
- 1872 : Esther de Jean Racine : Élise
- 1872 : Andromaque de Jean Racine : Andromaque